# Karl Hoffmann (Admiral)
Karl Hoffmann (* 26. Oktober 1895 in Triest; † 6. Mai 1945) war ein deutscher Konteradmiral der Kriegsmarine.

## Leben
Karl Hoffmann besuchte bis zu seinem Abitur im Sommer 1914 das Staats-Gymnasium in Triest.
Im Oktober 1915 kam er als Kriegsfreiwilliger von der Armee zur Kaiserliche Marine und wurde mit RDA vom 13. Dezember 1917 zum Leutnant zur See ernannt. Bis Februar 1916 war er zur Ausbildung an der Marineschule und auf der Freya. Bis Juli 1916 war er als Seekadett auf der Nassau, bevor er bis Mai 1917 verschiedene Ausbildungskurse besuchte. Als Wachoffizier wurde er anschließend bis Januar 1918 in der Schul-Halbflottille eingesetzt, kam dann in der gleichen Position auf das Torpedoboot V 125 und ab März 1918 zusätzlich als Schrift-Offizier bis Kriegsende auf die V 128.
Nach dem Krieg wurde er in die Reichsmarine übernommen, hier am 1. Januar 1920 erst Oberleutnant zur See und dann am 1. Oktober 1928 Kapitänleutnant. 1930 war er Flottenleutnant bei der I. Torpedobootsflottille (Swinemünde) und gleichzeitig Kommandant des Flottenbootes T 196.
1936 war er als Korvettenkapitän (Beförderung am 1. April 1935) Chef der 4. Torpedobootsflottille (Wilhelmshaven).
Später diente er von Mai 1938 bis zur Auflösung der Dienststelle im August 1940 als Kapitän zur See unter dem Befehlshabers der Aufklärungsstreitkräfte (B.d.A.), Hubert Schmundt, als Erster Admiralstabsoffizier. Er kam bis Februar 1941 als Gruppenleitung für koloniale Frage in das Marinekommandoamt des OKM und war anschließend bis August 1942 Kommandeur der Marinekontrollinspektion Afrika. Von August 1942 bis Januar 1943 war er zur Verfügung des Befehlshabers der U-Boote gesetzt. Im Januar/Februar 1943 war er hier Chef des Stabes. Anschließend war er bis zur Auflösung der Dienststelle im Oktober 1944 Chef des Stabes beim Marinegruppenkommando West. Am 1. April 1943 wurde er in dieser Position zum Konteradmiral befördert. Nach der anschließenden Überführung des Marinegruppenkommandos West in das Marineoberkommando West wurde er hier bis Dezember 1944 auch Chef des Stabes. Bis zu seinem tödlichen Unfall am 6. Mai 1945 war er Admiralquartiermeister der Seekriegsleitung (Skl/AdmQu) des Oberkommandos der Marine und Chef des Marinekommandoamtes.